# Vincenzo Lunardi

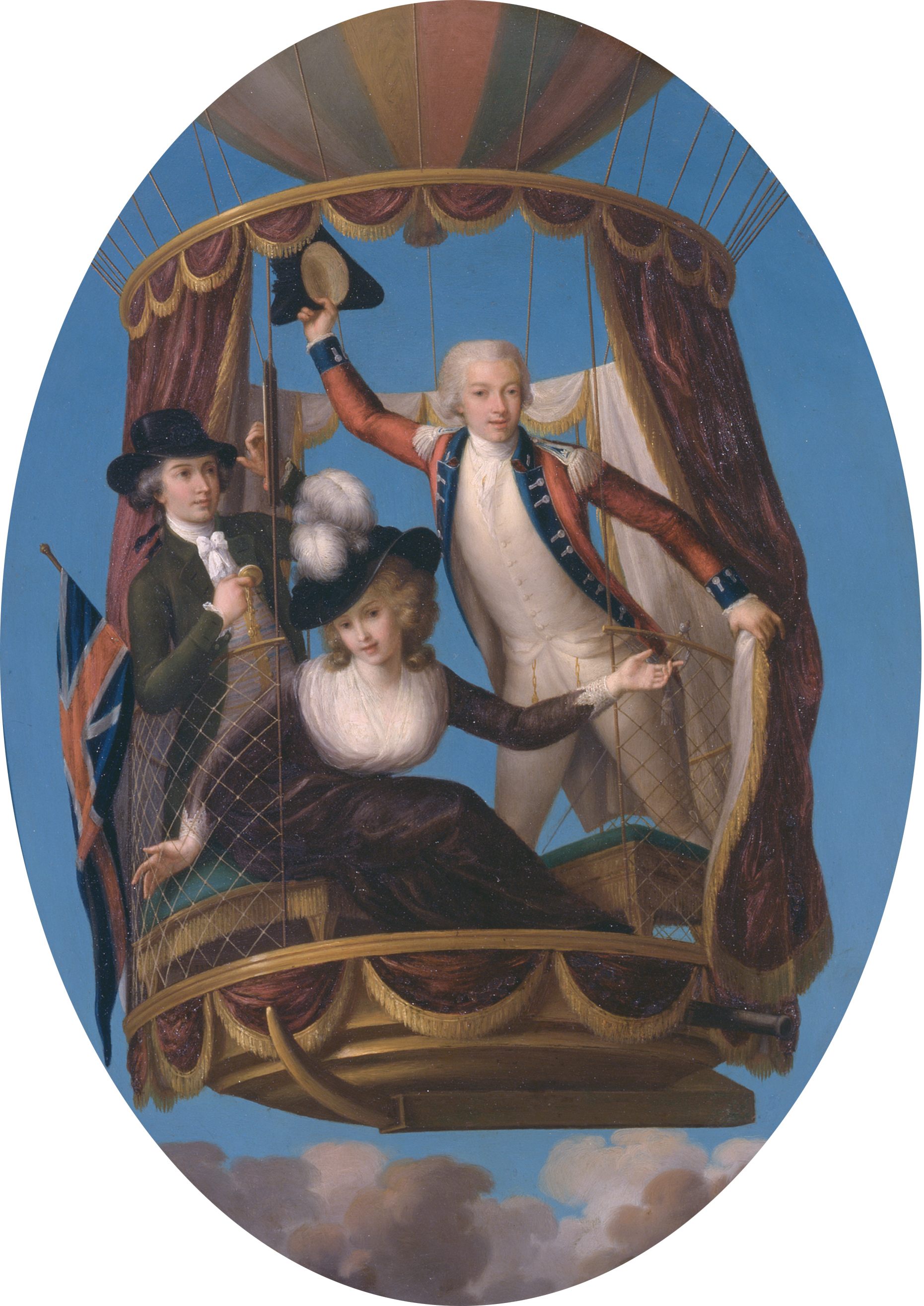
Il capitano Vincenzo Lunardi con il suo assistente George Biggin e Mrs. Letitia Anne Sage su una mongolfiera (John Francis Rigaud, 1785)

Vincenzo Lunardi (Lucca, 11 gennaio 1754 – Lisbona, 1º agosto 1806) è stato un inventore e ufficiale italiano, pioniere dell'aeronautica.

## Biografia
Ufficiale del genio nell'esercito del Regno di Napoli, fu nominato segretario dell'ambasciatore del Reame di Napoli in Inghilterra. L'eco delle ascensioni dei Fratelli Montgolfier, i quali il 4 giugno 1783 riuscirono a far sollevare il primo pallone aerostatico ad aria riscaldata che prese il loro nome, spinse Lunardi a progettare un pallone a gas, un tipo di pallone dotato di migliore capacità ascensionale e di più grande autonomia. L'anno successivo, il 15 settembre 1784, utilizzando un pallone gonfiato con idrogeno, Lunardi compì la prima ascensione in Inghilterra, a Chelsea (Londra), alla presenza della Corte inglese. Il pallone aveva un diametro di 33 piedi (all'incirca 10 metri) ed era provvisto di due leggere pale per mezzo delle quali Lunardi intendeva regolare l'ascesa, ma che all'atto pratico si rivelarono inutili. Dopo un volo di 2 ore e 15 minuti, Lunardi atterrò a Ware, una località dell'Hertfordshire.

Sul luogo della discesa di Lunardi è stata posta la seguente iscrizione:
(Notes and Queries, Number 53, November 2, 1850, )

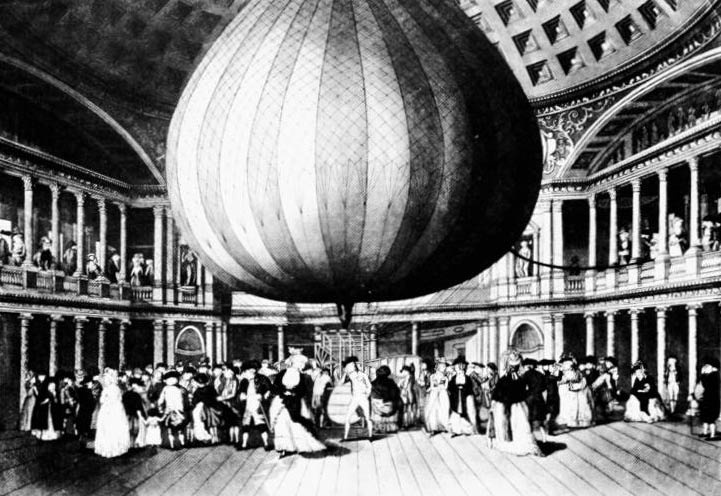
Esibizione di Lunardi al Pantheon, Oxford Street

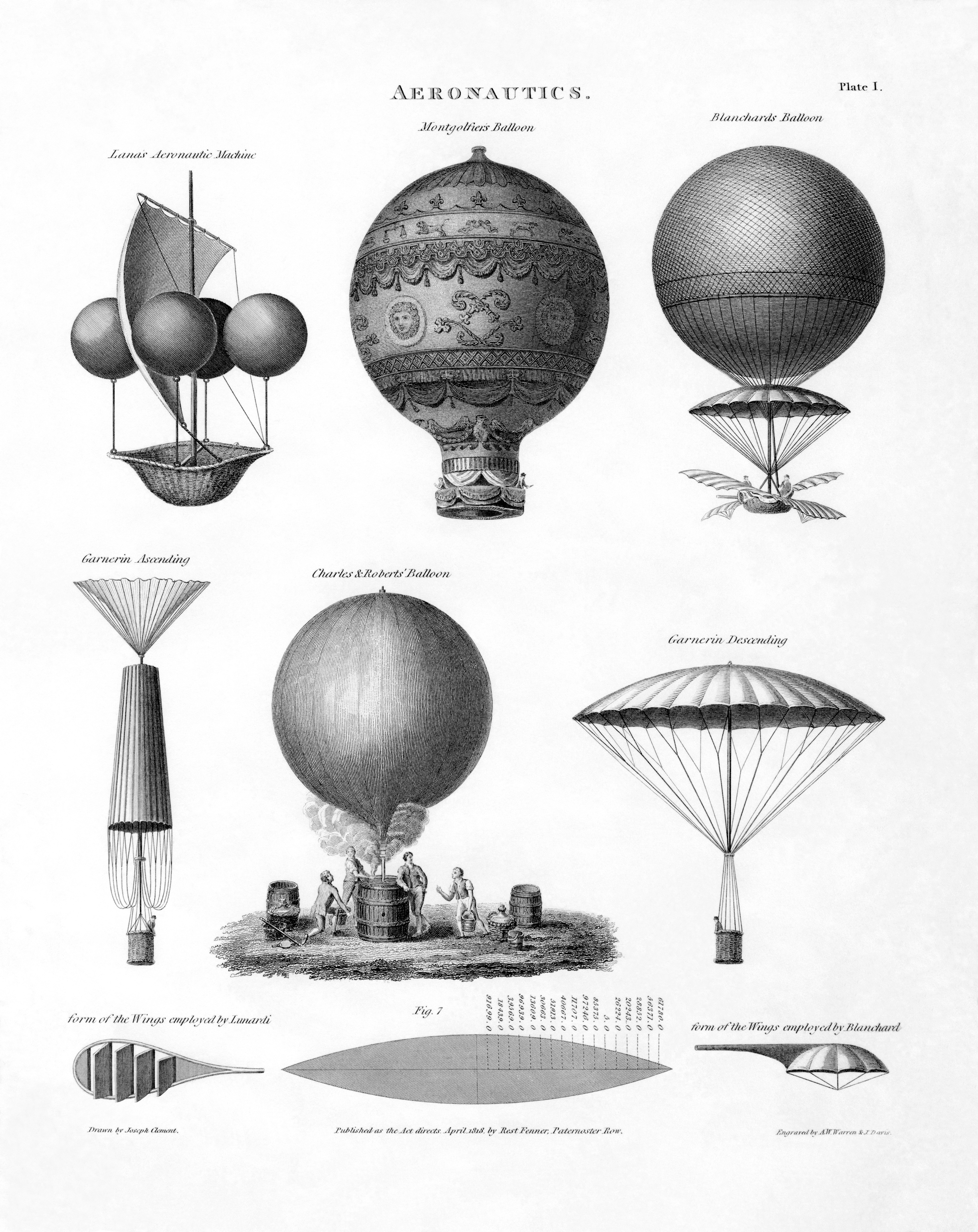
In basso a sinistra, pala del pallone di Lunardi

Dopo altre ascensioni nel Regno Unito, Lunardi ripeté i suoi voli in altre città europee. Ebbe particolare successo a Napoli, davanti a Ferdinando I delle Due Sicilie e atterrò a Capodrise, e a Palermo. Si recò poi in Spagna e a Lisbona, città dove morì, nel convento dei Cappuccini italiani (Convento dos Barbadinhos Italianos), il 1º agosto 1806. La notizia della sua morte, avvenuta dopo tre mesi di malattia, fu annunciata con rilievo nella Gazeta de Lisboa il 15 agosto.
Massone, non si sa dove e quando fu iniziato, ma la sua appartenenza alla massoneria è certa, poiché il 14 ottobre 1785 figura come visitatore in una riunione della Loggia St. Andrew n. 160 di Edimburgo.

## Scritti
- Vincenzo Lunardi, Ragguaglio circostanziale del primo viaggio aereo in Inghilterra felicemente eseguito dal capitano Vincenzo Lunardi cittadino lucchese in una serie di lettere scritte da lui medesimo al cavaliere Gherardo Compagni di Lucca... Fedelmente tradotte dall'Inglese. Parimenti varie lettere concernenti altri suoi viaggi nell'atmosfera con l'aggiunta d'una raccolta delle meglio poesie scritte in Napoli, in occasione della sua salita in aria. Palermo, per le stampe del Gagliani, 1790.